# Franz Ferdinand Richter

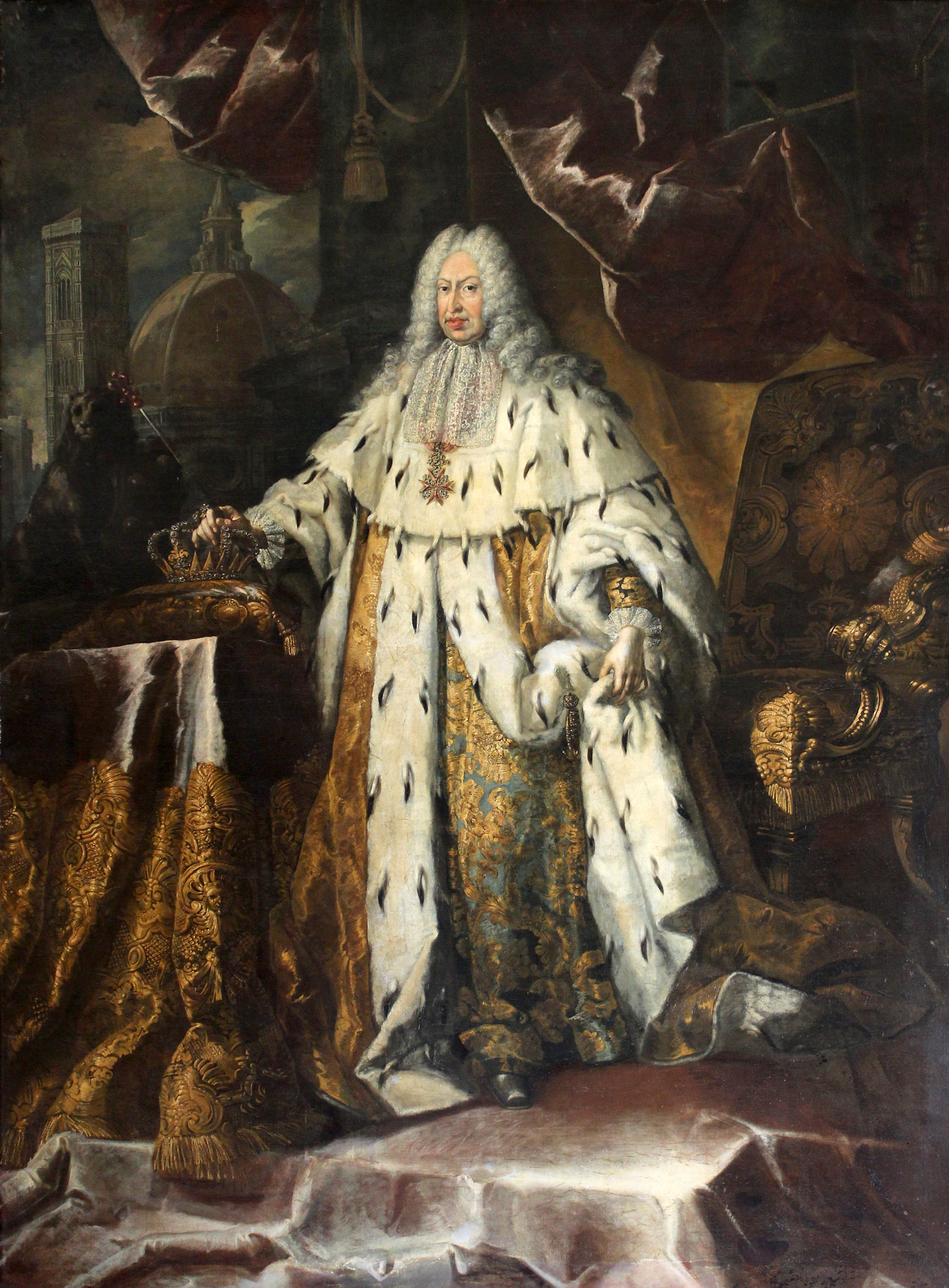
Franz Ferdinand Richter, Gian Gastone de' Medici, 1737

Franz Ferdinand Richter (Dzikowa, 1693 – Firenze, 1743) è stato un pittore polacco.

## Biografia
Nato in un borgo non lontano dalla città polacca di Breslavia - oggi la quarta di questo Paese per popolazione e capoluogo del Voivodato della Bassa Slesia - scarsi sono i riferimenti biografici che possano definire e illustrare la sua formazione e il suo percorso artistico. Segnalato a Roma, il 18 maggio 1727, per un passaporto che gli consentiva il ritorno in patria, certamente Franz Ferdinand Richter visse per un lungo periodo a Firenze, dove morì.
Di questo pittore è noto un ritratto del compositore e violinista barocco Francesco Maria Veracini - ritratto che fu in un secondo tempo inciso su rame - e una pala d'altare nella chiesa dell'Assunzione, ad Aschbach. Segnalato anche un ritratto di Giovan Battista Fagiuoli, del 1736, oggi di ignota ubicazione e forse perduto.
Il suo autoritratto (databile 1720-1725 circa) è agli Uffizi.
Alla Galleria Palatina di Palazzo Pitti si conserva un grande ritratto a tutta figura di Gian Gastone de' Medici con le insegne granducali, in tutta la pompa rococò del suo abito bordato di ermellino e delle sue insegne, eseguito da Franz Ferdinand Richter nel 1737.

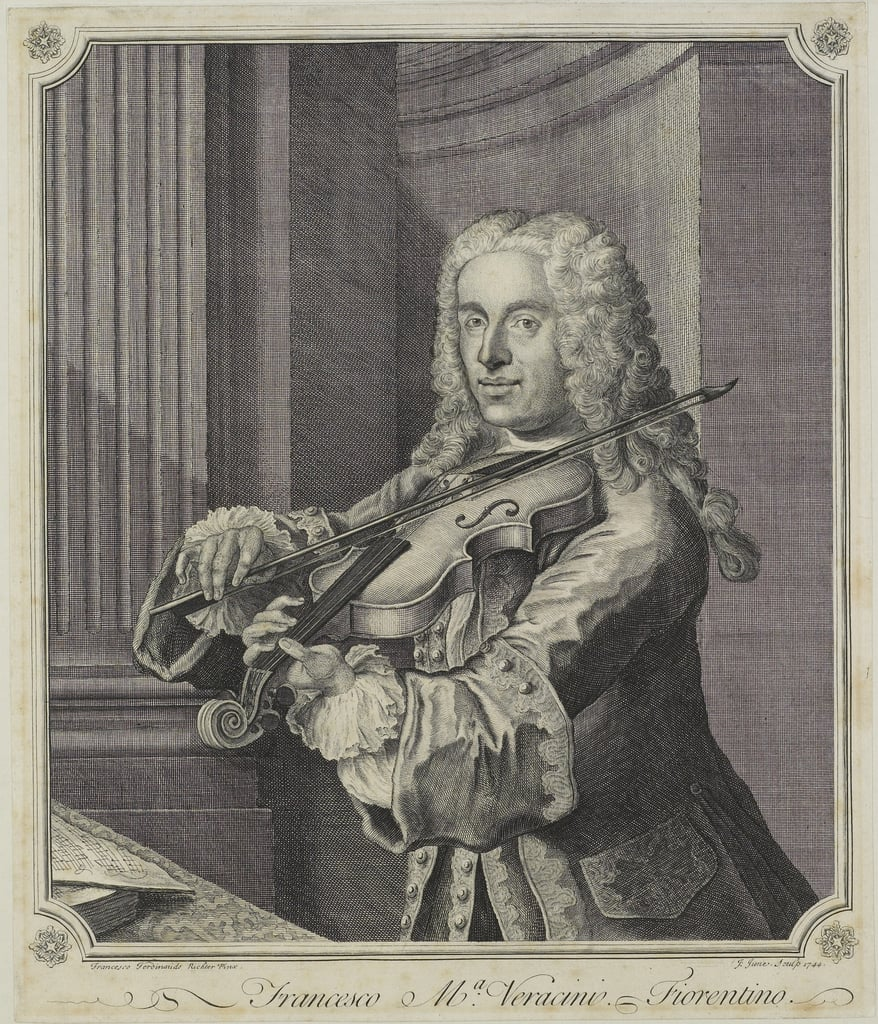
Franz Ferdinand Richter, Francesco Maria Veracini